# Lophogobius cristulatus
Lophogobius cristulatus är en fiskart som beskrevs av Ginsburg, 1939. Lophogobius cristulatus ingår i släktet Lophogobius och familjen smörbultsfiskar. IUCN kategoriserar arten globalt som livskraftig. Inga underarter finns listade i Catalogue of Life.